# Sieć tranzytowa
Sieć tranzytowa (ang. transit network) – sieć komputerowa lub inna sieć telekomunikacyjna wykorzystywana do trasowania (kierowania) ruchu sieciowego między co najmniej dwiema innymi sieciami, poza obsługą własnego ruchu. Sieci tranzytowe są wykorzystywane do łączenia mniejszych sieci ze sobą oraz do tworzenia wielkich sieci o zasięgu krajowym lub  międzynarodowym. 
Sieć tranzytowa realizuje usługę tranzytu ruchu, która jest świadczona, zwykle na warunkach komercyjnych, na rzecz innych sieci.

Ilustracja tranzytu w internecie